# Raoul de Saint-Arroman
Blaise Raoul Saint-Arroman dit Raoul de Saint-Arroman, né à Bordeaux le 8 octobre 1849 et mort à Paris 7e le 20 mars 1915, est un auteur dramatique et écrivain français.

## Biographie
Journaliste, entre autres, au Figaro, au Gaulois, au Voltaire, au Globe et au Constitutionnel, chef du bureau des Travaux historiques et des Sociétés savantes au ministère de l'Instruction publique, ses pièces ont été représentées sur les plus grandes scènes parisiennes du XIXe siècle : Théâtre de la Renaissance, Théâtre du Gymnase, etc.

## Œuvres
Théâtre
- 1872 : Le Carnaval de Boquillon, vaudeville en 3 actes, avec Paul Mahalin et Jules de Gastyne, au théâtre des Folies-Marigny (septembre)
- 1872 : Le Pommier du père Adam, opéra-comique en 1 acte, avec Hippolyte Minier[3], musique d'Albert Castéra[4] [non représenté][5]
- 1877 : Le Carnaval de Boquillon, vaudeville en 3 actes, de Raoul Jolly[6] et Paul Mahalin, au théâtre des Délassements-Comiques (12 avril)
- 1878 : Le Carnaval de Boquillon, vaudeville en 3 actes, avec Paul Mahalin, aux Bouffes-du-Nord (24 février)
- 1880 : La Nuit de Saint-Germain, opéra-bouffe en 3 actes et 1 prologue, avec Gaston Hirsch, musique de Gaston Serpette, aux Folies-Parisiennes de Bruxelles (20 mars)[7] (Article d'Arthur Heulhard dans le Télégraphe du 23 mars 1880.
- 1883 : Fanfreluche, opéra-comique en 3 actes, avec Gaston Hirsch et Paul Burani, musique de Gaston Serpette, au théâtre de la Renaissance (16 décembre)[8]
- 1889 : Plus de femmes, pièce en 3 actes, avec Charles Hugot, au théâtre Déjazet (juillet)
- 1896 : Au bonheur des dames, pièce en 5 actes et 6 tableaux, avec Charles Hugot, d'après le roman de Zola, au Théâtre du Gymnase (4 juin)[9]
- 1902 : La Terre, drame en 5 actes et 10 tableaux, avec Charles Hugot, d'après le roman de Zola, au Théâtre Antoine (21 janvier)[10].
- Non représenté et non daté : Le père Donadieu.

Varia
- 1876 : La Gravure à l'eau-forte, essai historique, illustrations de Ludovic-Napoléon Lepic, Vve Cadart éditeur à Paris
- 1894-1896 : Les Missions françaises, causeries géographiques, édité en 2 volumes par le Journal des voyages. Grande médaille d'argent (prix Alphonse de Montherot) accordée le 20 mars 1896 par la Société de géographie de Paris.
- 1898 : Charles Lenepveu, étude biographique, édité par Le Journal musical[11].
- 1905 : Le Mal violet, monologue, Stock éditeur à Paris.

## Distinctions
- Officier d'Académie
- Chevalier de la Légion d'Honneur au titre du ministère de l'Instruction publique (décret du 13 juillet 1889). Parrain : Xavier Charmes, directeur au Ministère de l'Instruction publique, membre de l'Institut.
- Officier de la Légion d'Honneur au titre du ministère de l'Instruction publique et des Beaux-Arts (décret du 14 octobre 1900). Parrain : Louis Liard, directeur de l'Enseignement supérieur, membre de l'Institut[12].